# Сопин, Сергей Анатольевич
Сергей Анатольевич Сопин (род. 17 мая 1968, Сандата, Сальский район, Ростовская область, РСФСР, СССР) — российский серийный убийца, организатор банды, совершил 4 убийства в 1993 году в Рязанской области.

## Биография

### Жизнь до преступлений
Сергей Сопин родился 17 мая 1968 года в селе Сандата Сальского района Ростовской области. Спустя некоторое время семья Сопина переехала в посёлок Старожилово Рязанской области. По окончании школы поступил в профессиональный лицей №35 (ныне – агротехнический техникум). Некоторое время жил в Москве. В столице учился на краснодеревщика, работал водителем автобуса. Вернувшись в Старожилово, женился, в 1990 году в браке родился сын Александр. Работал механизатором, параллельно подрабатывал ремонтом бытовой техники и электрооборудования.

### Начало преступной деятельности
Криминальные наклонности Сопина проявились ещё в столице. Безуспешно пытался войти в одну из многочисленных банд, заработал условный срок за угон автомобиля. После этого решил сколотить банду в посёлке. По словам старшего следователя Рязанской областной прокуратуры и руководителя оперативно-следственной группы по раскрытию неочевидных убийств Дмитрия Плоткина, «несоответствие действительного и желаемого, помноженное на жестокость, дерзость, корысть и гипертрофированное властолюбие, привело Сопина к созданию молодёжной преступной группы». В костяк банды, помимо главаря Сергея Сопина, имевшего кличку «Чуня», вошли местный житель Андрей Сибикин по кличке «Спича», приезжий студент-практикант Максим Тарасов и несовершеннолетний учащийся СПТУ Сергей Косицын.
Поначалу банда занималась преимущественно кражами из местных магазинов. Дважды ограблению и разбойному нападению подверглась семья, приехавшая из Германии. На видеомагнитофон, украденный у семьи, банда Сопина записывала своё времяпрепровождение. В некоторых преступлениях участвовал и знакомый Сопина – Сергей Воробьёв. В частности, они были задержаны за кражу нескольких ящиков коньяка и водки, пяти бутылок «Рябины на коньяке» и ста двадцати плиток шоколада из продуктового склада кафе «Юбилейное». Тогда Сопину и Воробьёву удалось отвертеться, но через несколько дней последнего взяли за мелкую административную провинность.

### Убийства
Когда Воробьёва отпустили, Сопин решил, что доверять сообщнику больше нельзя, под ложным предлогом заманил его в подвал заброшенного дома немецкого конезаводчика фон Дервиза и убил выстрелом из обреза.
Поиски пропавшего Воробьёва результатов не дали, его объявили без вести пропавшим. За это время Сопин успел получить ещё один условный срок — на этот раз за кражу. Выход из-под стражи он вместе с Сибикиным и Косицыным отметил в общежитии Старожиловского СПТУ-35. Из гаража районного управления сельского хозяйства угнали «УАЗ». По дороге пытались угнать «Москвич» в деревне Асташово, но потерпели неудачу – на лай собаки выбежал хозяин, за что Сопин пострелял в него из обреза, и раненый преследователь отстал.
Ближе к утру банде встретилась бывшая девушка Сибикина Светлана Капотова. Под предлогом довезти до дома её вывезли в поле недалеко от села Береговая Погореловка Пронского района, где Сибикин и Сопин изнасиловали Светлану. Когда девушка стала угрожать насильникам милицией, каждый из них произвёл в неё по одному выстрелу. После этого труп Капотовой облили бензином и подожгли. Её останки так и не были найдены.
После этого Сибикин решил уехать из Старожилово к родственникам в Удмуртию. Его место занял Максим Тарасов, который проходил практику в посёлке Варские. 29 октября 1993 года в квартиру к Сопину пришла несовершеннолетняя Маркина, которая давала ему в починку магнитофон. Вместе с хозяином в квартире находился и Тарасов. Находившиеся в состоянии алкогольного опьянения парни изнасиловали Маркину. Когда та начала угрожать им милицией, Сопин и Тарасов обманом завели её в подвал заброшенного дома, где лежал труп Воробьёва, после чего нанесли ей многочисленные ножевые ранения.
Тарасов вспоминал, что Сопин где-то услышал: якобы нацисты кормили собак сырым человеческим мясом. Воспитанные так взрослые овчарки готовы были по приказу хозяина рвать любого на части. У Сопина возникла мысль воспитать собаку, которая по его команде будет загрызать на улицах посёлка неугодных ему людей. Сначала он кормил собаку говяжьим мясом. Но в какой-то момент решил начать кормить её «человечиной», чтобы приучить к человечьей плоти. После убийства Маркиной у Сопина созрел чудовищный план. Вместе с Тарасовым он вырезал у убитой печень и бросил её собаке. Однако та отказалась есть человечину и убежала. Тогда убийцы пожарили печень Маркиной с картофелем и позвали в гости практиканток. Потом на допросе одна из них, захлёбываясь в истерике, вспоминала, что Сопин с Тарасовым аккуратно выбирали из сковородки только картошку.
Спустя несколько дней Сопин склонил Тарасова к убийству Игоря Худотёплова. Зная о неприязненных отношениях между ними, он предложил Тарасову убить Худотёплова, пообещав оказать в случае необходимости содействие в этом. Предлогом послужило то, что Худотёплов вместе с ещё одним парнем Андреем Назиным якобы доложил милиции о возвращении Сибикина в Старожилово. 4 ноября 1993 года они догнали Худотёплова на берегу реки, где Тарасов завязал с Худотёпловым ссору, переросшую в драку. Избив Худотёплова и догнав его на другом берегу, куда тот перебрался, пытаясь убежать, Тарасов нанёс потерпевшему не менее 31 удара ножом в различные части тела. Труп Худотёплова Сопин и Тарасов закопали на пашне.

### Арест, следствие и суд
Через несколько дней местные мальчишки, играя в подвале заброшенного дома, наткнулись на тело Маркиной. Следственно-оперативная группа во главе с Дмитрием Плоткиным обнаружила в подвале и тело Воробьёва. К тому моменту за участие в кражах был задержан Сергей Косицын. После обнаружения трупов он стал сговорчивее и выдал всех своих сообщников.
После задержания Сопина их общая с Воробьёвым знакомая пришла в милицию и рассказала, что его убил именно Сопин. Сам главарь банды категорически отвергал все обвинения в убийствах. Тарасов и Косицын дали признательные показания, изобличающие Сопина и Сибикина.
Суд шёл в несколько этапов. Итоговое заседание по так называемому «делу людоедов» состоялось 1 ноября 1996 года. Главарь банды Сергей Сопин, на суде угрожавший сообщникам расправой, был приговорён к смертной казни, впоследствии заменённой пожизненным лишением свободы. В камере смертников Рязанского централа содержался вместе с неким рецидивистом Стрекаловым. Именно там Сопин дал единственное интервью – заместителю главного редактора «Литературной газеты» Дмитрию Беловецкому.
Хотя формально большую часть объективной стороны убийств выполнял Тарасов, прокуратура ориентировала суд на применение к нему меры наказания в виде лишения свободы. Ему назначили 15 лет лишения свободы в исправительно-трудовой колонии общего режима. К такому же сроку был приговорён и Андрей Сибикин. Несмотря на то, что труп Светланы Капотовой не был найден, суд присяжных Рязанского областного суда единогласно признал доказанным факт её убийства Сибикиным и Сопиным. Сергея Косицына приговорили к 2,5 годам лишения свободы.

### Дальнейшая судьба
По состоянию на апрель 2021 года, Сергей Сопин отбывал наказание в Мордовской зоне. Некоторое время сидел в одной камере с Александром Вишневецким из Калининградской области.
Наказание Тарасову было смягчено до 10 лет лишения свободы. После освобождения открыл своё дело, но в итоге обанкротился. Имеет несовершеннолетнего ребёнка.
Андрей Сибикин освободился из мест лишения свободы в 2008 году. По совету знакомых не стал возвращаться в Старожилово.
Сергей Косицын покончил с собой.
Сын Сопина, Александр, в мае 2012 года совершил убийство работника театра.

## В массовой культуре
- Документальный фильм «Монстр из Старожилова» из цикла «Криминальная Россия» (2004)[7]
- Документальный фильм «В поисках собаки Баскервилей» из цикла «Незримый бой» (2013)[10]